# High by the Beach (пісня)
«High by the Beach» — лід-сингл з четвертого студійного альбому Honeymoon американської співачки Лани Дель Рей. Пісня була написана самою Дель Рей та Ріком Ноуелсом, і вийшов 10 серпня 2015 року.
Трек дебютував під номером 51 у Billboard Hot 100 через тиждень після релізу, провівши в чарті три тижні загалом. Пісня також посіла 89 місце в рейтингу Triple J's Hottest 100 songs 2015 в Австралії.

## Передісторія
4 серпня 2015 Лана Дель Рей анонсувала в соціальній мережі Instagram вихід нового лід-синглу з альбому Honeymoon— «High by the Beach», зазначивши, що він вийде 10 серпня 2015 на її офіційному акаунті в YouTube. Обкладинка була знята на балконі будинку Дель Рей в Малібу, Каліфорнія, сестрою Лани, Чак Грант.
Авторами «High by the Beach» стали Лана Дель Рей, Рік Новелс і Кірон Мензіс. Пісня була одним з останніх треків, записаних для Honeymoon. Ліричний зміст пісні виражає відразу співачки до папараці та її потребу в приватному житті.

## Витік та офіційний реліз
4 серпня 2015 року Дель Рей оголосила у своєму Instagram, що трек вийде 10 серпня того ж року. Трек просочився 7 серпня 2015 року на YouTube і в соцмережі Tumblr. Офіційний реліз відбувся 10 серпня у програмі Apple Music за тихоокеанським часом. Співачка ніяк не коментувала цю ситуацію.

## Композиція
«High by the Beach» — це поп-пісня під впливом трепу, яка триває 4 хвилини 17 секунд. Пісня написана в тональності сі мінор з темпом 132 удари в хвилину. У ньому представлені елементи синтезатору та багатошаровий вокал Лани. Вокал співачки сильно відредагований у деяких місцях, для гармонійного звучання інструментів на фоні. Останній фрагмент пісні — це невеликий монолог Дель Рей.

## Відеокліп
Відеокліп на композицію «High by the Beach» вийшов 13 серпня 2015 року на YouTube. Музичне відео на пісню було знято в будинку Дель Рей в Малібу, Каліфорнія. Співачка не була єдиним режисером, але ідея музичного кліпу належить саме їй. Тепер (серпень 2022 року) музичне відео налічує 135 000 000 переглядів.
Під час знімання кліпу також була зроблена фотосесія для просування треку та для обкладинки синглу.

## Реакція і критика
«High by the Beach» отримав визнання музичних критиків. 
Джейсон Ліпшутц з Billboard назвав її «можливо, найбільш цікавою та сприятливою для радіо піснею за всю кар’єру Дель Рей», а також похвалив приспів та текст.
Подібним чином Сал Чінквемані з журналу Slant сказав: «Хоча це стриманий трек за сьогоднішніми поп-стандартами, це, безперечно, найпривабливіший сингл Лани з часів «Summertime Sadness» та «National Anthem».
Джессіка Гудмен з Entertainment Weekly визнала цей сингл Дель Рей найпривабливішим, похваляючи його «дивовижні» елементи хіп-хопу.
Журнал Rolling Stone поставив пісню «High by the Beach» на 18 місце у списку 50 найкращих пісень 2015 року.

## Комерційне сприйняття
Сингл «High by the Beach» став успішним для Дель Рей, зумівши стати її першою появою в US Billboard Hot 100 після її синглу «Ultraviolence» у 2014 році. «High by the Beach» також став її найкращим синглом у чарті з часів «West Coast». 29 серпня 2015 рокуі було виявлено, що пісня дебютувала та досягла 51 місця в Hot 100 і 10 місця в чарті Digital Songs з 67 000 копіями чистих продажів пісні. Протягом другого тижня після релізу пісня опинилась на 65 позиції, а на третій тиждень опустилася до 97 позиції.
«High by the Beach» також мав успіх у Сполученому Королівстві, досягнувши 60-го місця в UK Singles Chart. Ця пісня стала першою появою Дель Рей в сотні найкращих хітів з часів «Brooklyn Baby».